# Karl Holl (Historiker)

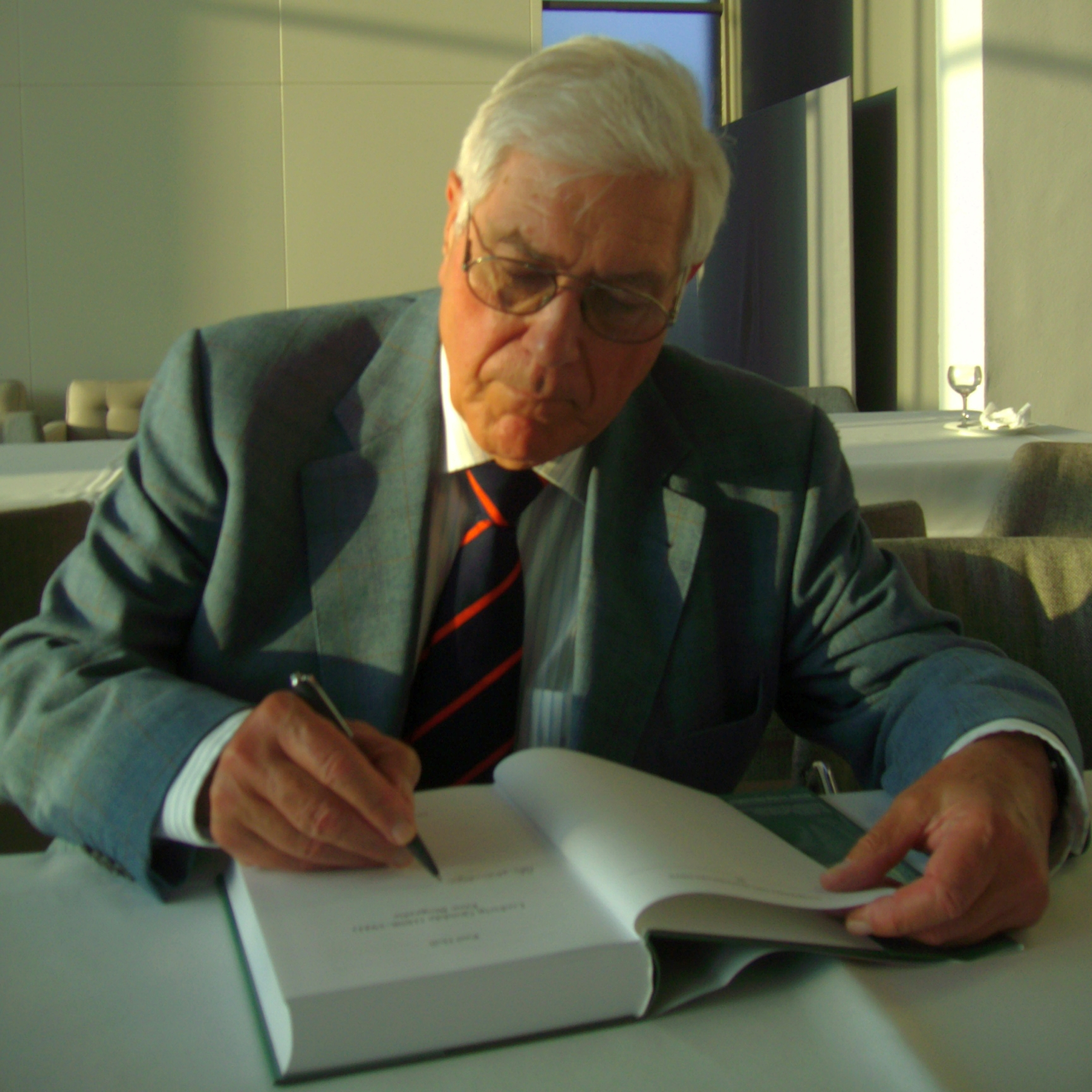
Karl Holl, 2007

Karl Holl (* 22. Juni 1931 in Altendiez; † 23. April 2017 in Bremen) war ein deutscher Historiker. Holl war Professor für Zeit- und Parteiengeschichte an der Universität Bremen. Er gilt als „Nestor der deutschen historischen Friedensforschung“.

## Leben

### Familie, Ausbildung, Beruf
Holl wuchs in Bremberg als Sohn eines Volksschullehrers auf. Er absolvierte 1950 in Bad Ems das Abitur und studierte anschließend mit dem Berufsziel Gymnasiallehrer die Fächer Geschichte, Germanistik und Romanistik in Mainz und Tübingen. Noch während der Arbeit an seiner Dissertation über Die irische Frage in der Ära Daniel O’Connells und ihre Beurteilung in der politischen Publizistik des deutschen Vormärz war er zunächst Lehrer an Gymnasien in Mainz, wechselte aber bald in die Lehrerausbildung für Geschichte an die Pädagogische Hochschule in Neuwied, dann an die Erziehungswissenschaftliche Hochschule (EWH) in Koblenz. 1958 wurde er bei Leo Just in Mainz promoviert. 
Von dort wurde Holl 1971 als einer der ersten Professoren an die neu gegründete Universität Bremen berufen, wo er Neuere, Neueste und Zeitgeschichte mit besonderer Berücksichtigung der Parteiengeschichte lehrte. Er unterrichtete 1985 für ein Trimester als Fulbright-Professor am Gettysburg College. Neben den Forschungsinteressen zum 19. Jahrhundert und zur Weimarer Republik bildeten sich Schwerpunkte in der Geschichte der Friedensbewegung und des Pazifismus sowie der Exilforschung. Zu letzterer trug er etwa durch die Wiederentdeckung der Exilschriftstellerin Lilo Linke bei.
Die Historische Friedensforschung in Deutschland prägte Holl von ihren Anfängen in den 1970er Jahren an. Bereits vor seiner maßgeblichen Beteiligung an der Gründung des Arbeitskreises Historische Friedensforschung (AKHF) 1984 stand Holl im Zentrum eines Netzwerks junger Forscher, die sich um die Geschichte des organisierten liberal-demokratischen bürgerlichen Pazifismus und Antimilitarismus bemühten. Für seine Arbeit Pazifismus in Deutschland wurde er 1988 mit dem Carl-von-Ossietzky-Preis für Zeitgeschichte und Politik der Stadt Oldenburg ausgezeichnet.
Holl wurde 1996 emeritiert und lebte und forschte in der Folgezeit weiter in Bremen. Insbesondere trieb er sein lange verfolgtes Projekt einer Biografie des Friedensnobelpreisträgers Ludwig Quidde voran, das 2007 als Holls opus magnum erschien. Mit der umfassenden Biografie setzte er nach Meinung der Rezensenten „Ludwig Quidde, dem großen deutschen Pazifisten, ein bleibendes Denkmal“. Holl war Mitglied und zeitweilig Vorsitzender des Kuratoriums der Wolf-Erich-Kellner-Gedächtnisstiftung. Von 1969 bis 1985 war er Mitglied, zeitweise Vorsitzender des Beirats der Friedrich-Naumann-Stiftung.
Holl war Vater des deutschen Journalisten Thomas Holl, Redakteur bei der Frankfurter Allgemeinen Zeitung.

### Politik
Politisch war Holl nach seinem Engagement im Liberalen Studentenbund Deutschlands zuerst bei den Deutschen Jungdemokraten aktiv, der damaligen FDP-Jugendorganisation, deren Bundesvorsitzender er 1964 bis 1966 war. Zu dieser Zeit begann auch seine siebenjährige Mitgliedschaft im Stadtrat von Mainz für die Freie Demokratische Partei.
Nach dem Wechsel nach Bremen wurde er 1979 Mitglied der Bremischen Bürgerschaft (10. Legislaturperiode), legte jedoch 1982 wegen des Endes der Sozialliberalen Koalition auf Bundesebene (→Wende) sein Mandat nieder und kehrte in die universitäre Lehre zurück.

## Schriften (Auswahl)
Monographien
- Die irische Frage in der Ära Daniel O’Connells und ihre Beurteilung in der politischen Publizistik des deutschen Vormärz. Mainz 1958 (Dissertation Universität Mainz, Philosophische Fakultät, 11. Juli 1959).
- Pazifismus in Deutschland. Suhrkamp, Frankfurt am Main 1988, ISBN 3-518-11533-2.
- Ludwig Quidde (1858–1941). Eine Biografie. Droste, Düsseldorf 2007, ISBN 978-3-7700-1622-8.

Herausgeberschaften
- unter Mitwirkung von Helmut Donat: Ludwig Quidde. Der deutsche Pazifismus während des Weltkrieges 1914–1918. Boldt, Boppard am Rhein 1979, ISBN 3-7646-1647-4.
- mit Wolfram Wette: Pazifismus in der Weimarer Republik. Beiträge zur historischen Friedensforschung. Schöningh, Paderborn 1981, ISBN 3-506-77457-3.
- mit Helmut Donat: Die Friedensbewegung. Organisierter Pazifismus in Deutschland, Österreich und in der Schweiz. Econ, Düsseldorf 1983, ISBN 3-612-10024-6 (= Hermes Handlexikon).
- Ludwig Quidde: Deutschlands Rückfall in die Barbarei. Texte des Exils 1933–1941. Donat, Bremen 1999, ISBN 978-3-938275-53-5.